# Zdzisław Wrona
Zdzisław Wrona (ur. 12 stycznia 1962 w Pustkowie Wilczkowskim) – polski kolarz szosowy, czterokrotny mistrz Polski, uczestnik Igrzysk Olimpijskich w Seulu (1988).

## Kariera sportowa
Kolarstwo zaczął uprawiać w klubie BKS Sobótka w 1976. W czasie służby wojskowej trenował w Legii Warszawa (1982-1983), a następnie był zawodnikiem Moto Jelcz Oława (1984-1995).
W 1987 został mistrzem Polski w wyścigu szosowym ze startu wspólnego. W 1988 został wicemistrzem Polski w wyścigu szosowym ze startu wspólnego oraz srebrnym medalistą górskich mistrzostw Polski. Trzykrotnie wygrywał mistrzostwo Polski w szosowym wyścigu drużynowym ze startu wspólnego (1983 i 1984 - z Legią, 1987 - Z Moto-Jelcz Oława) i dwukrotnie zdobywał w tej konkurencji srebrny medal (1985 i 1988).
W 1982 wystąpił w mistrzostwach świata, zajmując 27 m. w wyścigu szosowym ze startu wspólnego, w 1988 w tej samej konkurencji był 17 na Igrzyskach Olimpijskich w Seulu. Dwukrotnie startował w Wyścigu Pokoju. W 1986 był 34, wygrywając przy tym jeden z etapów. W 1987 zajął 47 m. Kilkukrotnie startował w Tour de Pologne, zajmując w 1985 drugie miejsce i wygrywając klasyfikację najaktywniejszych. W 1986 wygrał w tym wyścigu jeden z etapów, a w 1983 w ciągu dwóch etapów był jego liderem. W 1984 i 1986 wygrywał w wyścigu Szlakiem Grodów Piastowskich.
Mieszka w Jelczu-Laskowicach, wciąż startuje w wyścigach weteranów. Jest bratem Marka Wrony.
Rada Miejska w Sobótce w dniu 27 września 2012 nadała mu tytuł Honorowego Obywatela tegoż miasta.